# アンリ＝エマニュエル・コック

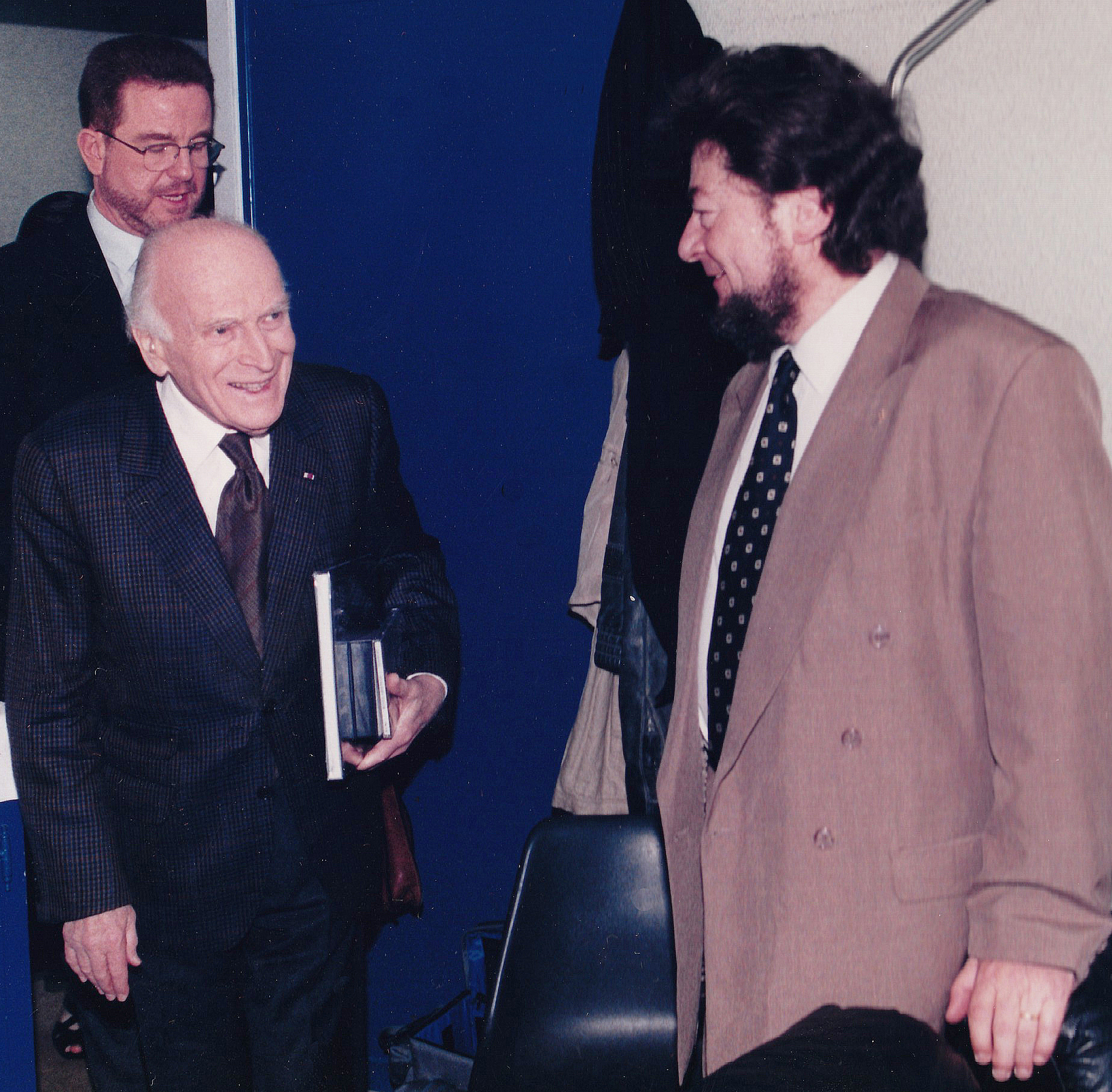
ユーディ・メニューイン（左）とコック

- アンリ＝エマニュエル・コッホ
- エマニュエル・コッホ

アンリ＝エマニュエル・コック（Henri-Emmanuel Koch, 1930年6月4日 - 2005年3月15日）は、ベルギー出身のヴァイオリニスト。
リエージュの生まれ。
地元の音楽院でヴァイオリニストの父アンリ＝フランソワの指導を受けた後パリに行き、ジャック・ティボーとジョルジュ・エネスコの下で学んだ。
1954年にヴュータン国際ヴァイオリン・コンクールでヴュータン賞を受賞し、マースリヒト交響楽団のコンサートマスターに就任。一方で室内楽にも積極的に取り組み、イェルク・デムス、パトリック・クロムランク、桑田妙子らと共演を重ねた。
1969年には、父が創始したソリスト・ド・リエージュを引き継ぎ、マリー＝クレール・アラン、モーリス・アンドレ、ジャン＝ピエール・ランパル、ジュール・バスティンらをソリストに立ててヨーロッパ各地を演奏して回った。
1970年からは母校のリエージュ音楽院教授に就任した。
モン・レ・リエージュで没。